# خلوت کریمخانی

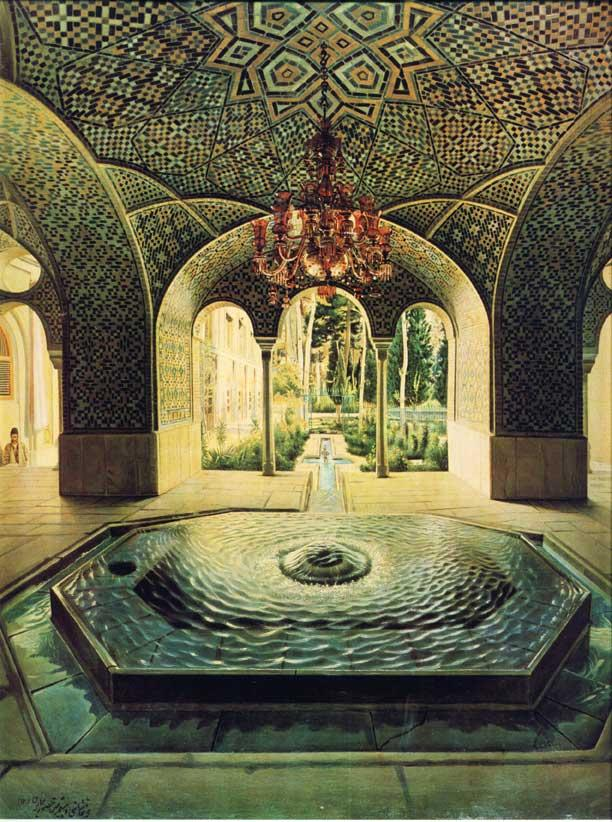
نقاشی چشمه شاهی اثر کمال الملک در کاخ گلستان ۱۸۸۹

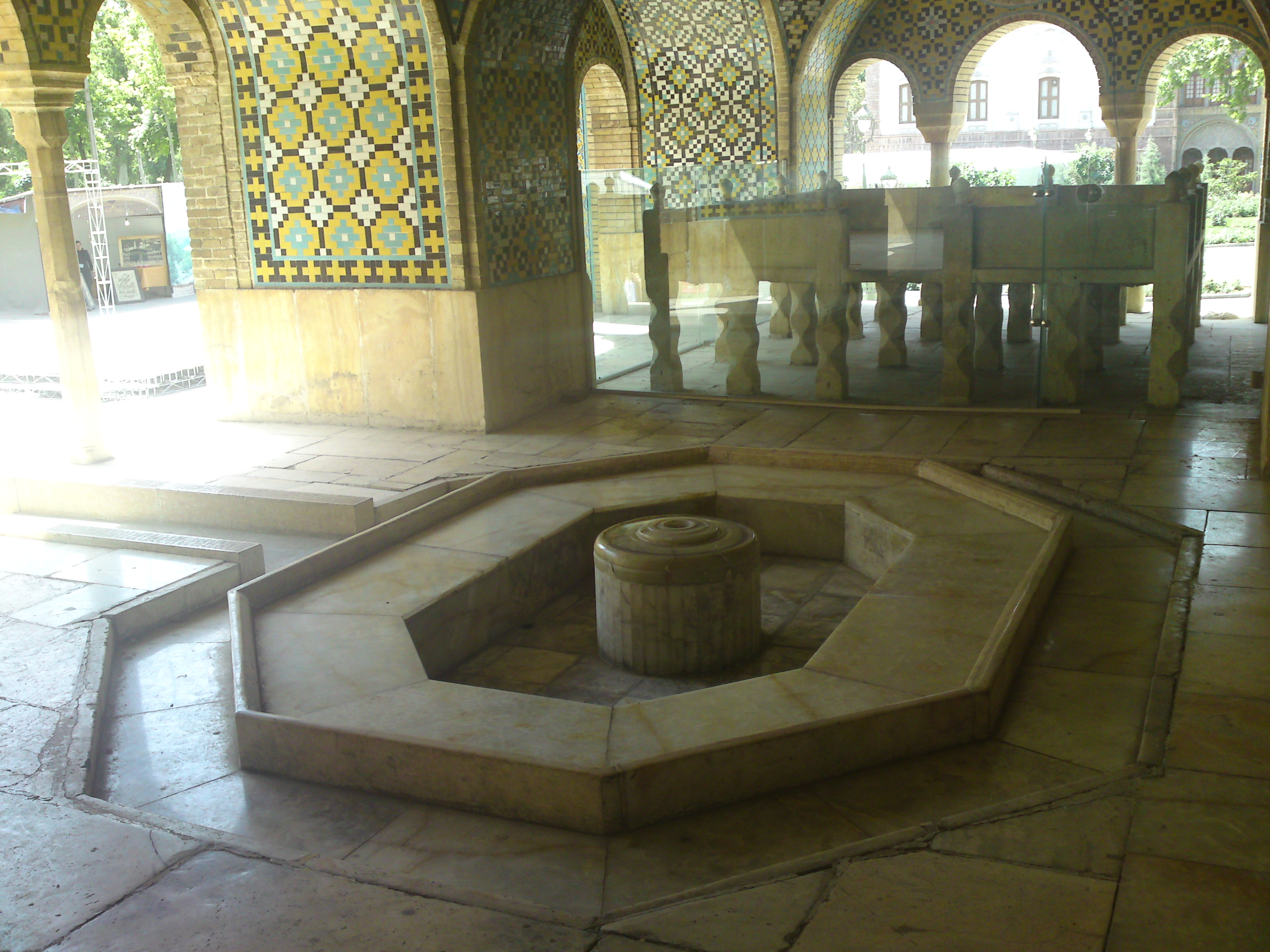
حوض‌خانه و تخت مرمر در خلوت کریمخانی

خلوت کریم خانی در گوشه شمال غربی محوطه کاخ گلستان قرار دارد و دیوار به دیوار تالار سلام است. خلوت کریمخانی بنایی سر پوشیده و ستون‌دار به‌صورت ایوان سه دهنه می‌باشد. در مرکز ساختمان آن حوضی ساخته شده است و پیشتر از این آب قنات شاه از میانه حوض می‌جوشیده‌است، که اکنون این حوض فاقد آب است. دو اثر هنری در خلوت کریمخانی وجود دارد که یکی سنگ مزار ناصرالدین شاه و دیگری تخت فتحعلی شاه می‌باشد.

## تاریخچه

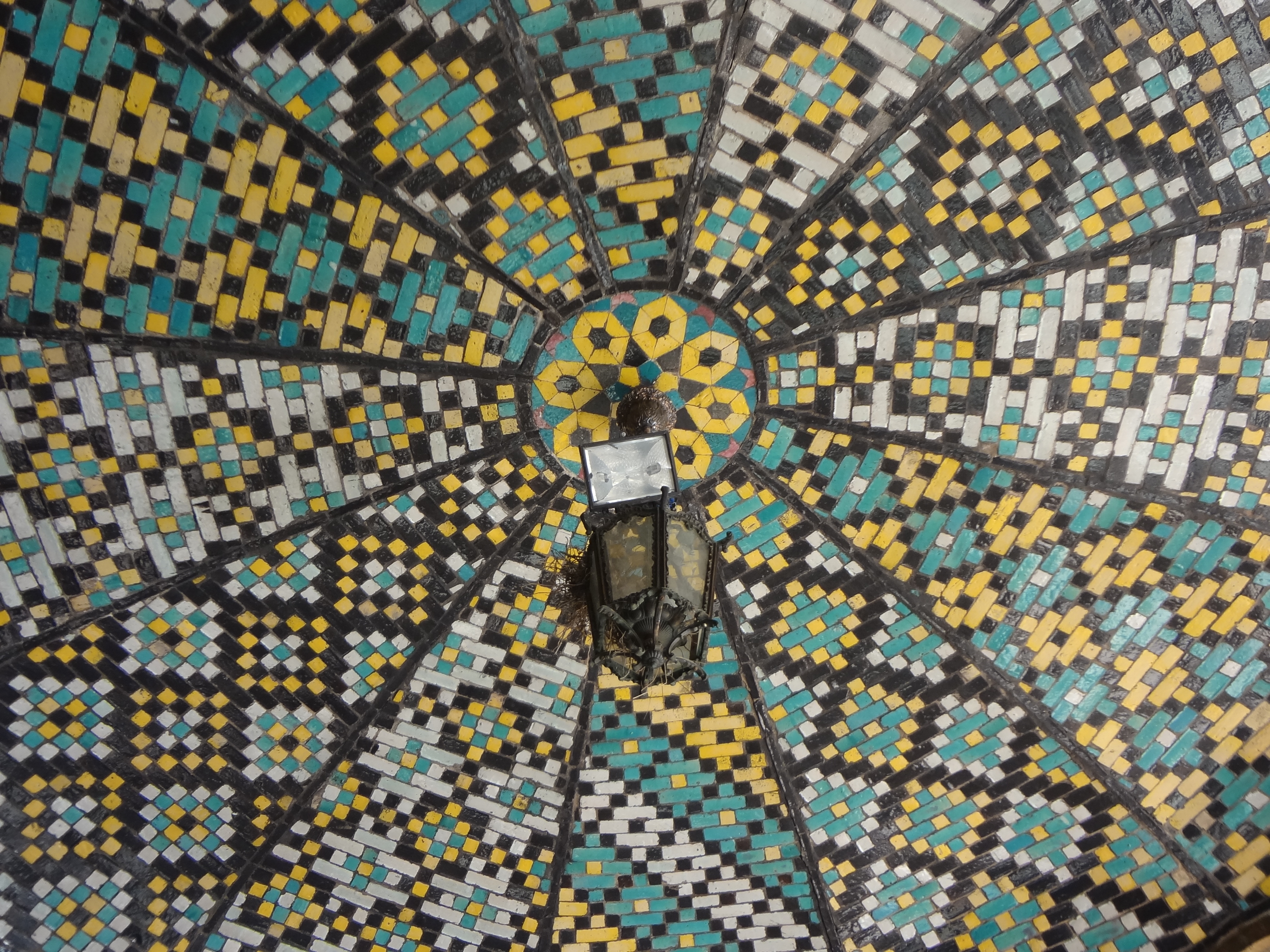

این بنا ظاهرآ در سال ۱۱۷۳ هجری قمری و در زمان حکومت کریم‌خان زند احداث گردیده و در زمان ناصرالدین شاه، که بنای جدید تالار سلام ساخته می شده‌است، قسمت اعظم آن تخریب گردیده و امروزه تنها بخشی از آن باقی‌مانده‌است.
خلوت کریم خانی یا جلوخان یکی از بناهای دوران کریم خان می‌باشد. این محل راه عبوراز اندرون و باغ گلستان به دیوانخانه و تالار تخت مرمر بود؛ ولی در زمان ناصرالدین شاه به سبب تغییر وضع ساختمانها آن معبر مسدود گردید.
در این محل نیز یک تخت مرمرین قرار دارد که بسیار کوچکتر و ساده‌تر از تخت مرمر اصلی است. معروف است که ناصرالدین شاه این گوشه کاخ گلستان را بسیار دوست داشته و اغلب در این محل خلوت می کرده و قلیان می‌کشیده.

## سنگ قبر ناصرالدین شاه

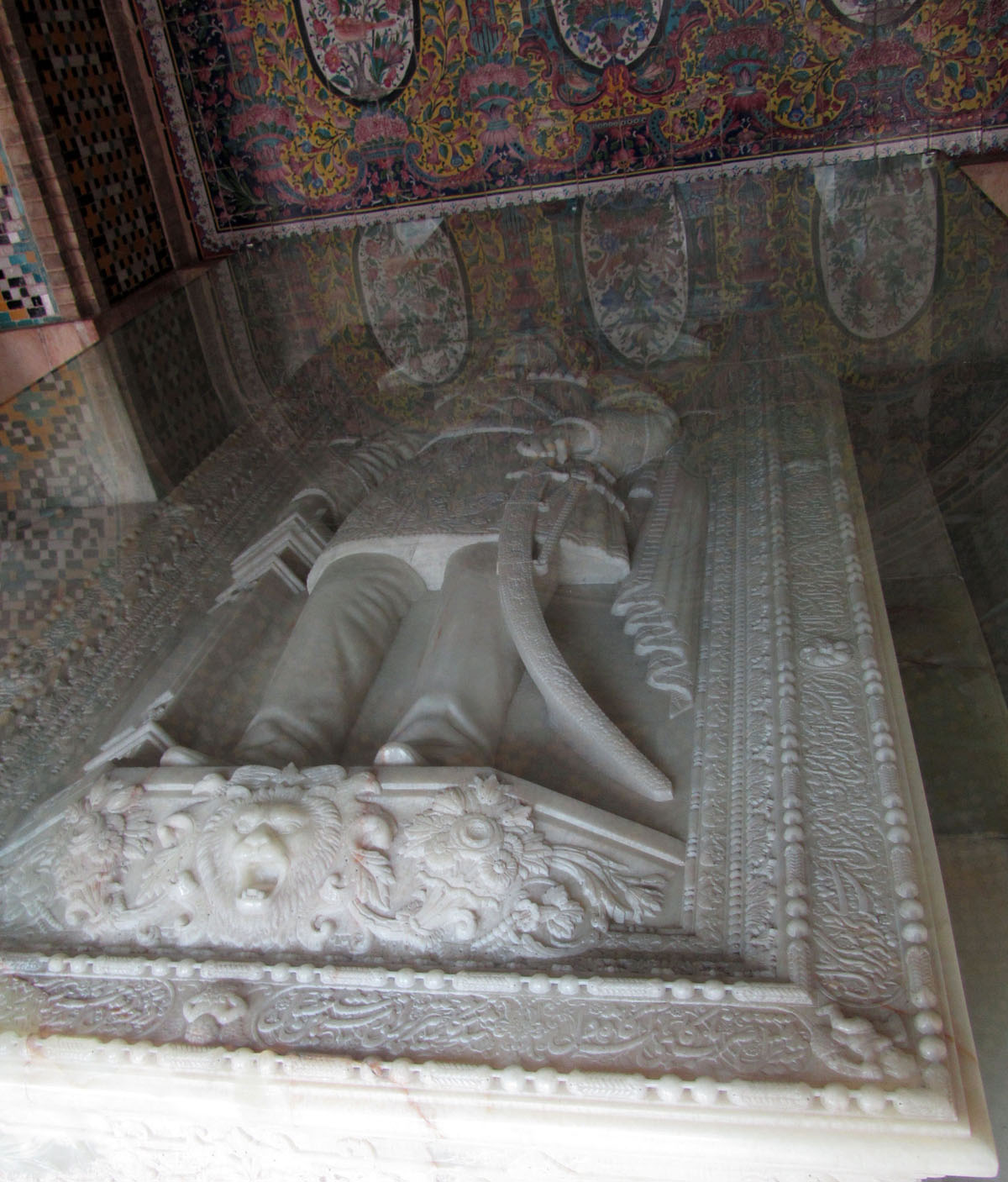
سنگ قبر ناصرالدین‌شاه

سنگ قبر ناصرالدین شاه در خلوت کریمخانی نگهداری می‌شود. این سنگ پس از انقلاب ۱۳۵۷ از روی قبر ناصرالدین شاه در شهر ری برچیده گردید و به این محل نقل مکان داده شد. جنس سنگ از نوع مرمر می‌باشد. بر روی سنگ قبر تصویر تمام قد ناصر الدین شاه تراشیده شده است. ابعاد سنگ قبر ۵۰×۱۳۱×۲۴۹ سانتی‌متر می‌باشد. استاد عباس‌قلی حجار سازنده سنگ قبر است که نامش در زیر سنگ ذکر شده است.

## تخت فتحعلی شاه
در خلوت کریمخانی تختی موجود است که متعلق به فتحعلی‌شاه قاجار بوده است. این تخت در راستای اصلاح و تغییرات در معماری کاخ گلستان در زمان ناصرالدین شاه از محل اصلیش برداشته شد. در زمان محمدرضا شاه این تخت به خلوت کریمخانی منتقل گردید.

## نگارخانه

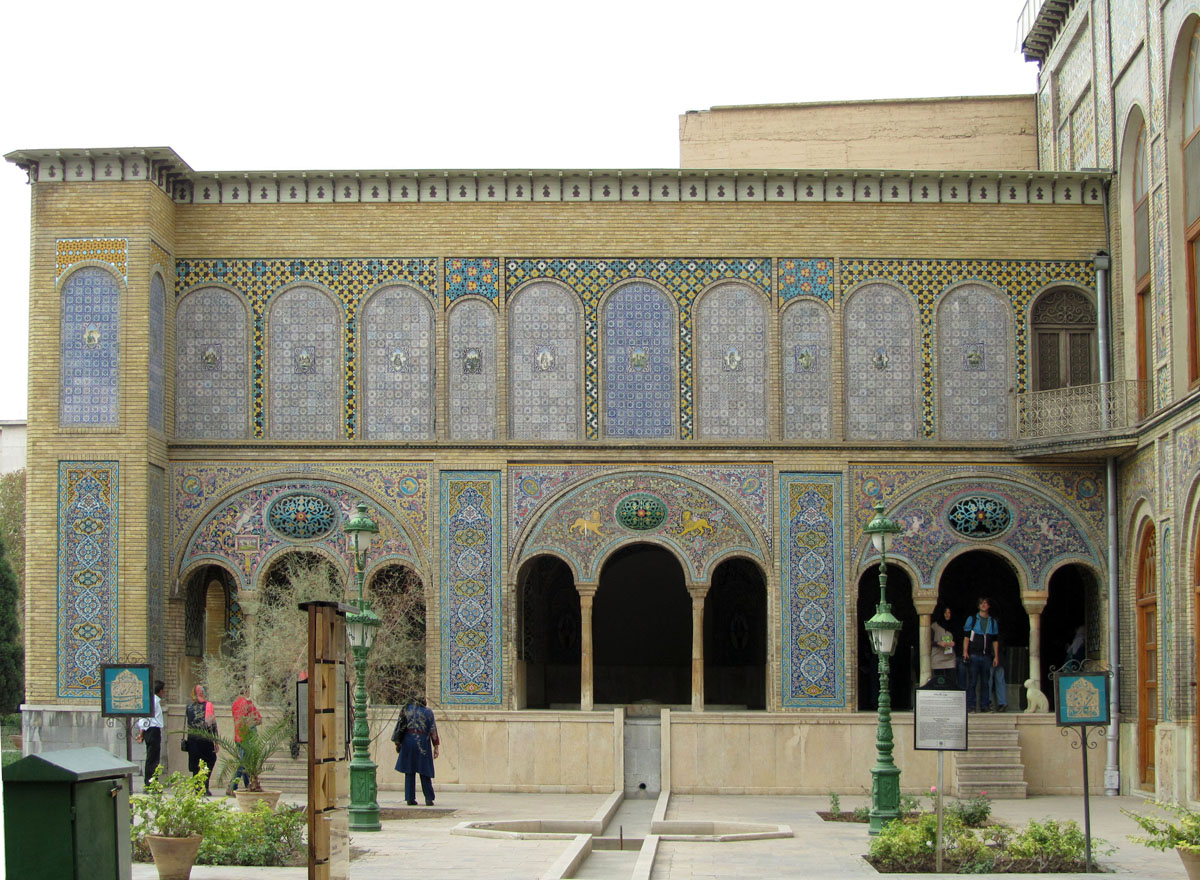
نمای شرقی خلوت کریمخانی
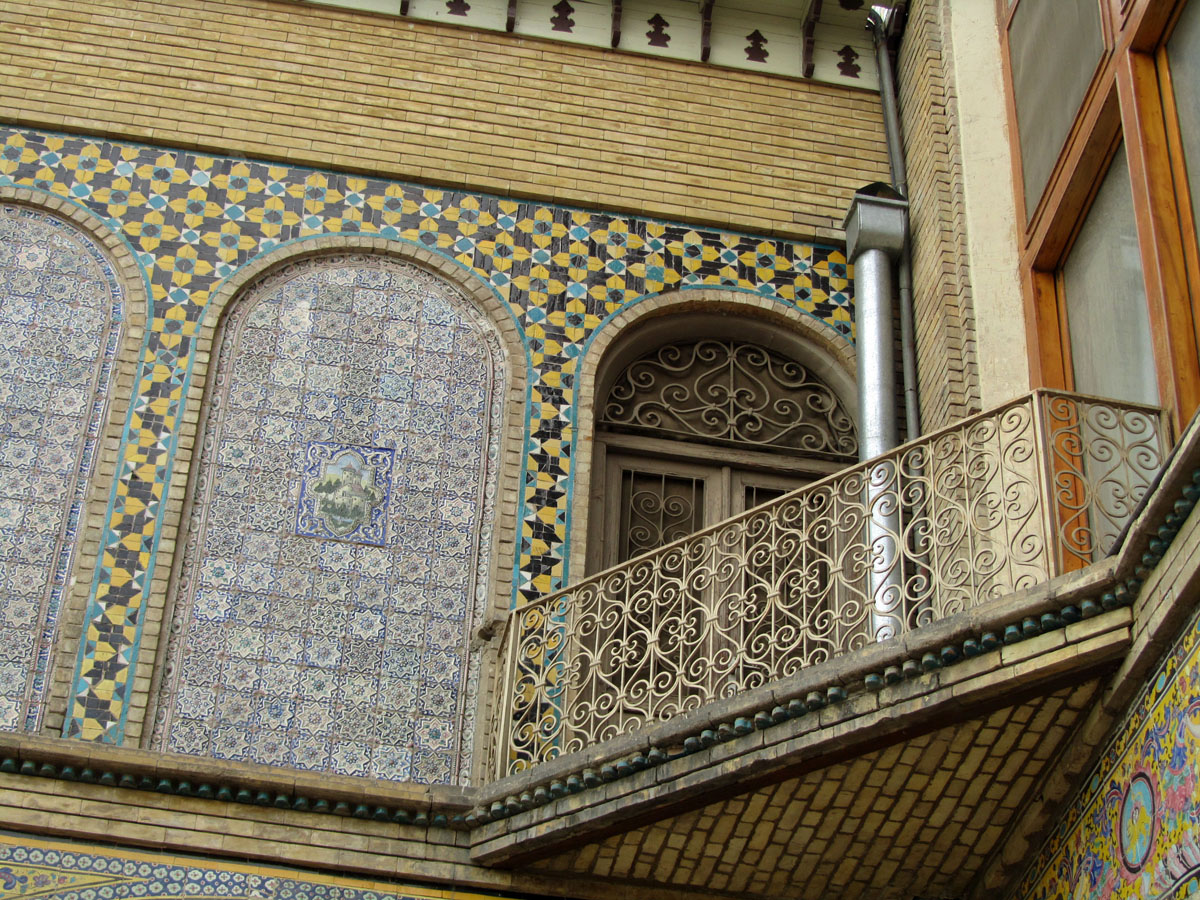
نمای شرقی خلوت کریمخانی
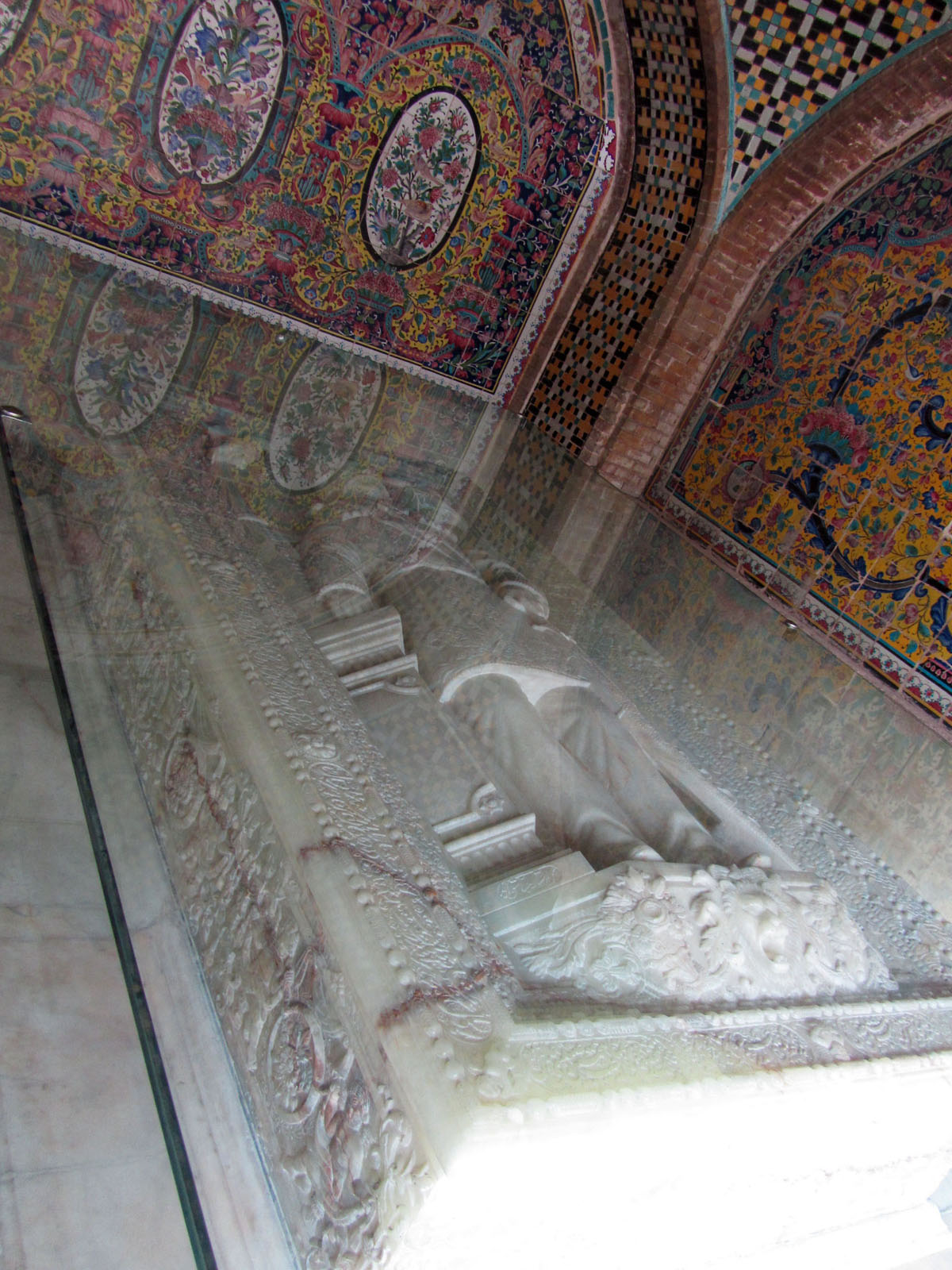
سنگ قبر ناصرالدین‌شاه
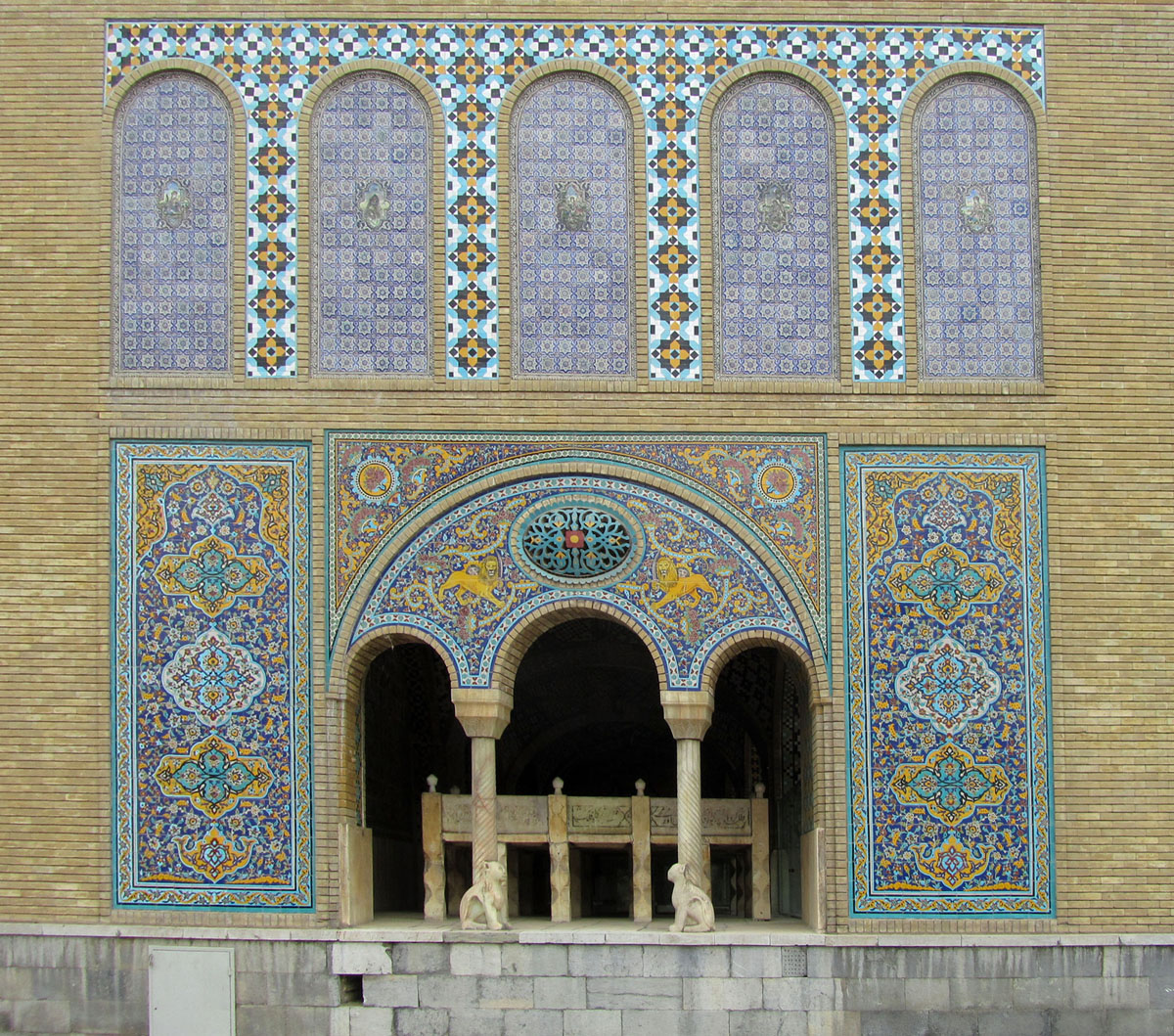
نمای جنوبی خلوت کریمخانی
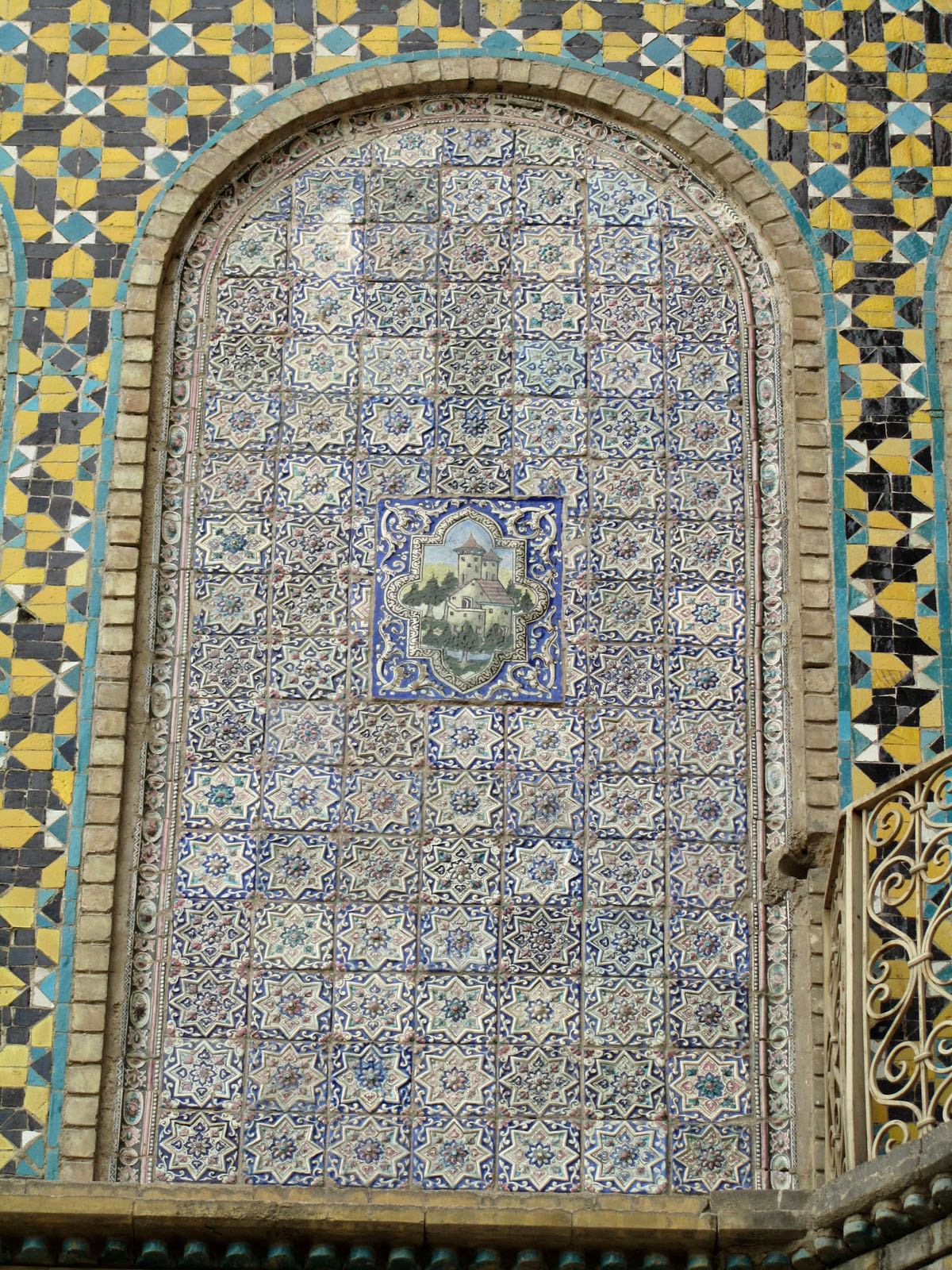
کاشی‌کاری‌های خلوت کریمخانی